# OneRepublic
OneRepublic és una banda pop rock estatudinenca formada a Colorado. Timbaland va fer una mescla del seu tema Apologize, de l'àlbum Shock Value. Aquest fet els ha llençat al més alt dels Estats Units i a la resta del món.

## Biografia
Dreaming Out Loud és l'àlbum debut de la banda nord-americana OneRepublic, que va ser llançat el 20 de novembre de 2007 als Estats Units per Interscope Records. L'àlbum va ser certificat d'or per la RIAA el 7 de març de 2008. Va ser enregistrat entre el 2004 i 2006 produït per Greg Wells, amb dues cançons produïdes pel cantant Ryan Tedder, i va ser dissenyat i mesclat per Joe Zook. El disc va tenir un èxit massiu a Myspace; el grup aparegué en les primeres posicions de les llistes d'artista des de principis del 2006 i les seves cançons es van reproduir més de 28 milions de vegades. El grup es va mudar a Los Angeles. Després de passar per Columbia Records, van anar a Interscope Records.
Waking Up, el segon àlbum d'estudi fou llançat per Interscope el 17 de novembre del 2009, arribant al lloc #21 al Billboard 200 i venut aproximadament 300,000 còpies en els Estats Units. El vocalista de la banda, Ryan Tedder ha declarat en una entrevista que a Jerrod Bettis, qui va pertànyer a la banda anteriorment, se li hi havia ocorregut el disseny de la caràtula de l'àlbum.
Native és el tercer àlbum d'estudi, llançat el 22 de març del 2013 pel Interscope. Va debutar en el número 4 del Billboard 200 convertint-se a ficar el seu primer àlbum al top 10 dels Estats Units venent la seva primera setmana al voltant de 60 000 còpies. El senzill més reeixit va ser el tercer senzill "Counting Stars", que va assolir el número dos del Billboard Hot 100, convertint-se en el seu èxit més alt des que "Apologize" també va assolir el seu èxit el 2007.
El 2016 van llançar Oh My My, el seu quart àlbum d’estudi, que va comptar amb diversos col·laboradors, inclosos Cassius, Peter Gabriel i Santigold, que va ser reconegut com un canvi en el seu so respecte dels àlbums anteriors de la crítica i de la banda. En 2021 s'edita el cinquè, Human,

## Membres actuals
- Ryan Tedder – Cantant, Guitarra, Piano i Glockenspiel (2002–actualitat)
- Zach Filkins – Guitarra, Cantant (2002–actualitat)
- Eddie Fisher – Bateria, Percussió (2002–actualitat)
- Drew Brown – Guitarra, Glockenspiel (2002–actualitat)
- Brent Kutzle – Baixista, Cantant, Teclats (2007–actualitat)

## Crítiques
La banda ha estat sovint comparada amb bandes com Maroon 5, The Fray, Keane i Coldplay. Això és per l'ús dels teclats i el falset en el gènere pop rock. En general, les crítiques han sigut bones. La revista Rolling Stone la situa com una de les bandes del futur.

## Influències
Ryan Tedder diu que la banda ha estat influenciada per The Beatles, Coldplay i U2. Diu que anar a un concert de U2 és com anar a l'església.

## Discografia
Àlbums d'estudi
- 2007: Dreaming Out Loud
- 2009: Waking Up
- 2013: Native
- 2016: Oh My My
- 2020: Human

## Gires
- 2008-2009: Tag This Tour
- 2010-2012: Good Life Tour
- 2013-2015: The Native Tour